# 2779 Mary
2779 Mary је астероид главног астероидног појаса чија средња удаљеност од Сунца износи 2,211 астрономских јединица (АЈ).
Апсолутна магнитуда астероида је 13,3.